# 薩加波納克 (紐約州)
薩加波納克（英語：Sagaponack）是位於美國紐約州薩福克縣的村。

## 人口
根據2020年美國人口普查的數據，薩加波納克的面積為12.05平方千米，當中陸地面積為11.42平方千米，而水域面積為0.63平方千米。當地共有人口770人，而人口密度為每平方千米64人。